# Илиона
Илиона (др.-греч. Ἰλιόνη) — персонаж древнегреческой мифологии. 
Дочь троянского царя Приама и Гекубы. Старейшие мифографы об Илионе не упоминают, миф о ней впервые подробно рассказан у Гигина, пересказывающего некую несохранившуюся трагедию.
Была замужем за фракийским царем Полимнестором и родила ему сына Деипила, которого потом искусно выдала за своего младшего брата Полидора, отданного ей на воспитание родителями, Полидора же она воспитала как сына.
Царь ахейцев предложил Полимнестору золото и брак с Электрой, если он убьет сына Приама, и он по неведению убил Деипила, считая его Полидором. 
Полидор же узнал от оракула Аполлона, что его родной город сгорел, отец убит, а мать рабыня и, спросив Илиону, получил пояснение. По совету сестры, он ослепил и убил Полимнестора, а Илиона, по преданию, сама лишила себя жизни.
Действующее лицо трагедии Пакувия «Илиона» (переложение неизвестной греческой трагедии). Однажды актёр Фуфий, исполняя эту роль, был пьян и заснул во время представления.